# Közigazgatási földrajz
A közigazgatási földrajz a földrajztudomány egy olyan ága, amely szoros kapcsolatban áll a politikai földrajzzal, de kifejezetten a közigazgatási egységekkel és azok térbeli elrendeződésével foglalkozik. Az ilyen egységek lehetnek például országok, megyék, régiók, járások, városok vagy települések, valamint kisebb egységek, mint például kerületek vagy körzetek. A közigazgatási földrajz tehát a politikai, gazdasági és társadalmi funkciók térbeli megoszlását vizsgálja.
Főbb témakörei:

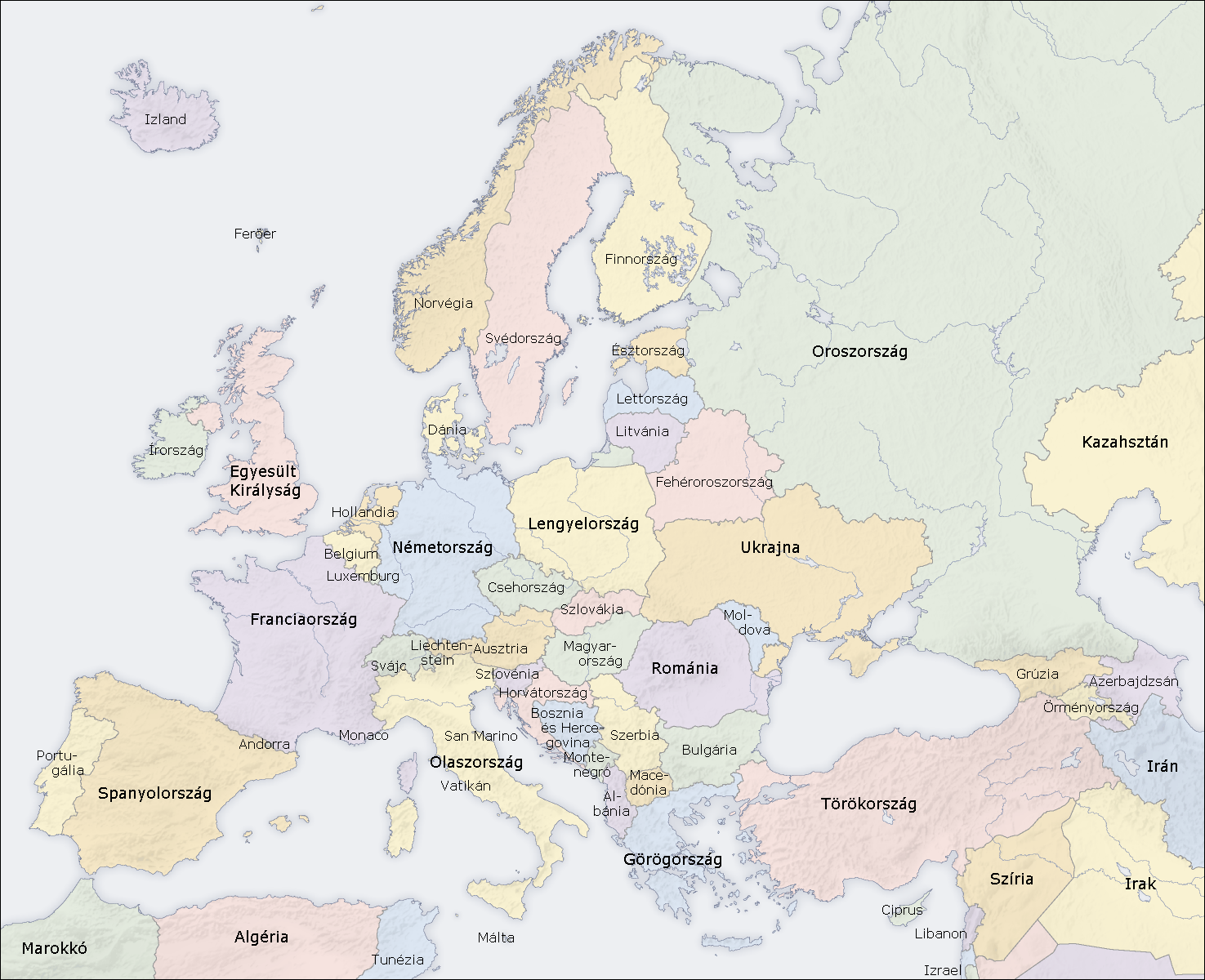
Európa országai

- Közigazgatási határok: Az államhatárok, megyék, városok és települések közötti határok kialakulásának története és változásai. Az ezekkel kapcsolatos konfliktusok, például határviták.[2]
- Közigazgatási szerveződés: Az államok vagy területek közigazgatási rendszereinek felépítése (pl. központosított vagy decentralizált rendszer).[3] Az adminisztratív egységek hierarchiája és kapcsolatai (pl. ország > megye > járás > település).
- Területfejlesztés és regionalizmus: A közigazgatási beosztás hatása a gazdaságra, közlekedésre, társadalmi kohézióra. Az adminisztratív határok átszervezése (pl. régiók létrehozása, megyerendszer átalakítása).
- Közigazgatás és földrajzi tér: A természeti adottságok (pl. hegyek, folyók) hatása a közigazgatási határok kialakítására. Urbanizáció és közigazgatási területek kapcsolata.[4]